# پوتسدام ۵۸۱۶
سیارک ۵۸۱۶ (به انگلیسی: 5816 Potsdam، نامگذاری:1989AO6) پنج هزار و هشتصد و شانزدهمین سیارک کشف شده‌است که در ۱۱ ژانویه ۱۹۸۹ کشف شد.
قدر مطلق سیارک برابر ۱۱٫۷۰ است.